# جون كيج (عالم حاسوب)
جون كيج (بالإنجليزية: John Gage)‏ هو عالم حاسوب أمريكي، ولد في 1942.

## وصلات خارجية
- جون كيج على موقع إن إن دي بي (الإنجليزية)